# David Francis (Schriftsteller)
David Francis (* 12. November 1958 in Mornington, Victoria) ist ein australischer Schriftsteller und Rechtsanwalt.

## Leben
Francis besuchte die Peninsula Grammar School in Mount Eliza, Victoria. Francis studierte Rechtswissenschaften an der Monash University in Melbourne. Er arbeitete nach dem erfolgreichen Studienabschluss als Rechtsanwalt bei Allens Arthur Robinson in Melbourne. Francis lebt derzeit in Los Angeles, wo er für die Anwaltskanzlei Fulbright & Jaworski arbeitet und Mitglied des Board of Directors des PEN American Center ist. Er hat Kreatives Schreiben am Occidental College, University of California, gelehrt. Als Schriftsteller veröffentlichte er mehrere Romane, ein Sachbuch und mehrere Werke für Kurzspielfilme.

## Werke (Auswahl)

### Romane
- Agapanthus Tango – ISBN 1-84115-488-1
- Great Inland Sea – ISBN 1-59692-180-3[1]
- Streunender Hund Winter – ISBN 978-1-59692-315-7

### Kurzspielfilm
- Wie geht es Peter Pan? (Southern California Review (1.2), 2008)
- Gänseblümchen auf der Brücke (Wet Ink, 2008)
- Einmal entfernt (Best Australian Stories of 2010, Black Inc, 2010)
- Unbekannte Teile – (Meanjin, 2012)

### Sachbücher
- No Jesus Man – Griffith Review, 2011[2]

## Auszeichnungen und Preise (Auswahl)
- 2002: Verleihung der Australian Literature Fund Fellowship an das Kessing Studio in Paris
- 2010: Stonewall Book Award American Library Association für Stray Dog Winter: A Novel[3]
- 2010: Belobigung des Fellowship of Australian Writers National Literary Award